# Сива
Си́ва (рос. Сивая) — присілок у складі Орічівського району Кіровської області, Росія. Входить до складу Адишевського сільського поселення.
Населення становить 10 осіб (2010, 7 у 2002).
Національний склад станом на 2002 рік — росіяни 100 %.